# Dorit Chrysler

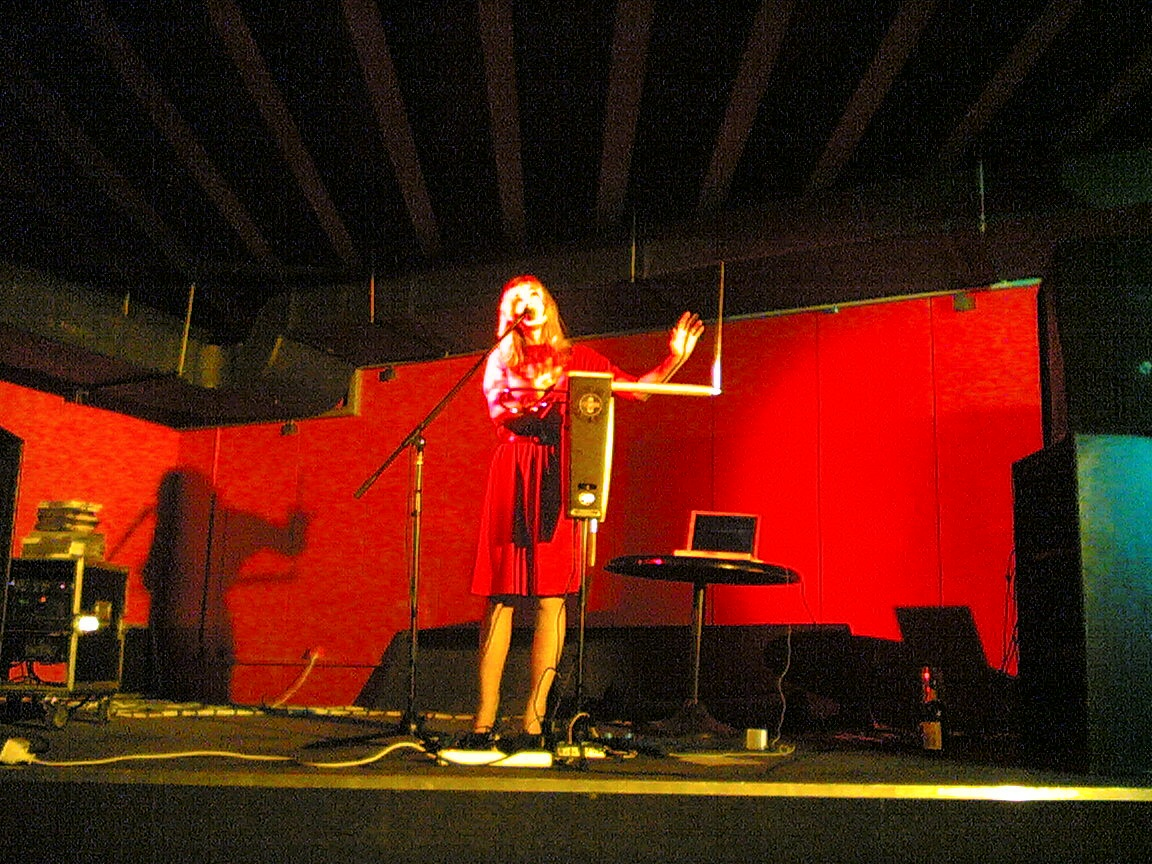
Dorit Chrysler

Dorit Chrysler är en amerikansk Österrikefödd musiker. Hon skapar huvudsakligen musik med utgångspunkt från användandet av musikinstrumentet theremin. Dorit Chrystler har bland annat samarbetat med Dinosaur Jr., Marilyn Manson, Mercury Rev och Gordon Raphael från The Strokes. Dorit Chrysler medverkade på Roskildefestivalen år 2006. Hon har även deltagit på Berlinbiennalen 2008 och Venedigbiennalen 2011.

## Diskografi
- Tiny Thrills
- Best of
- Schlager on Parade

## Källhänvisningar
1. ↑  McGonigal, Mike (2015-01-14): "Into ‘microspace’ with Dorit Chrysler of the New York Theremin Society": Metrotimes.com. Läst 1 februari 2015. (engelska)
2. ↑  "Untouchable - An Evening with Thereminist Dorit Chrysler". Nyu.edu. Läst 1 februari 2015. (engelska)